# Escuela de Matemáticas de la Universidad de Manchester

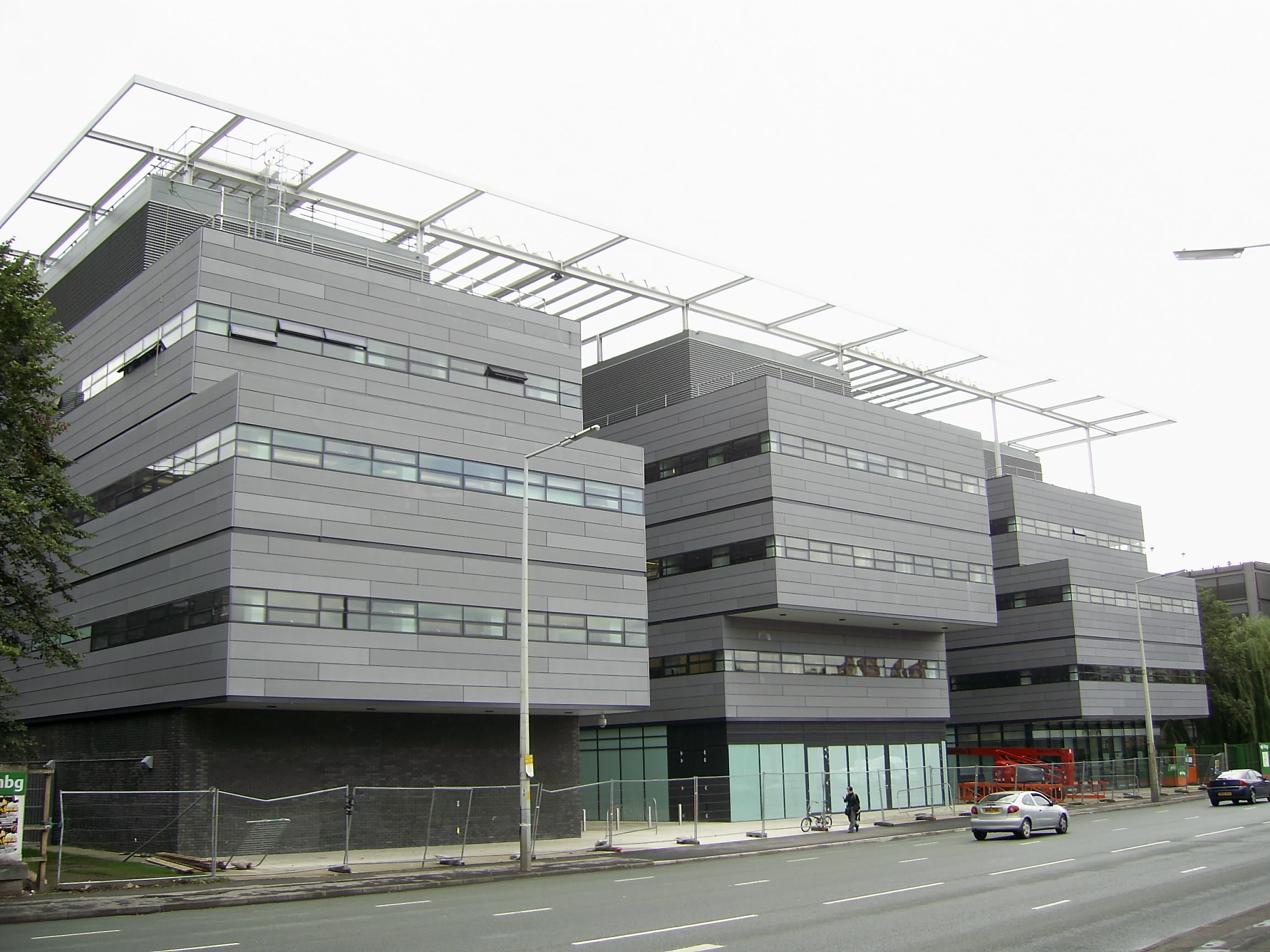
El edificio Alan Turing, sede de la Escuela de Matemáticas desde 2007

La School of Mathematics (Escuela de Matemáticas) en la Universidad de Mánchester es una de las facultades de matemáticas más grandes del Reino Unido, con un personal docente de más de 90 personas y una matrícula de unos 400 estudiantes de grado cada año (incluidos aquellos que estudian matemáticas con una especialización menor en otra materia) y otros 200 estudiantes de posgrado. La escuela se formó en 2004 cuando se fusionaron las facultades de matemáticas de la University of Manchester Institute of Science and Technology (UMIST) y la Universidad Victoria de Mánchester (VUM). En julio de 2007 la escuela se mudó a un edificio especialmente construido – las tres primeras plantas del Edificio Alan Turing – en Upper Brook Street. En una reestructuración de la Facultad en 2019, la Escuela de Matemáticas volvió al Departamento de Matemáticas. Es uno de los cinco departamentos que conforman la Escuela de Ciencias Naturales, que junto con la Escuela de Ingeniería ahora constituye la Facultad de Ciencias e Ingeniería de Manchester.

## Organización

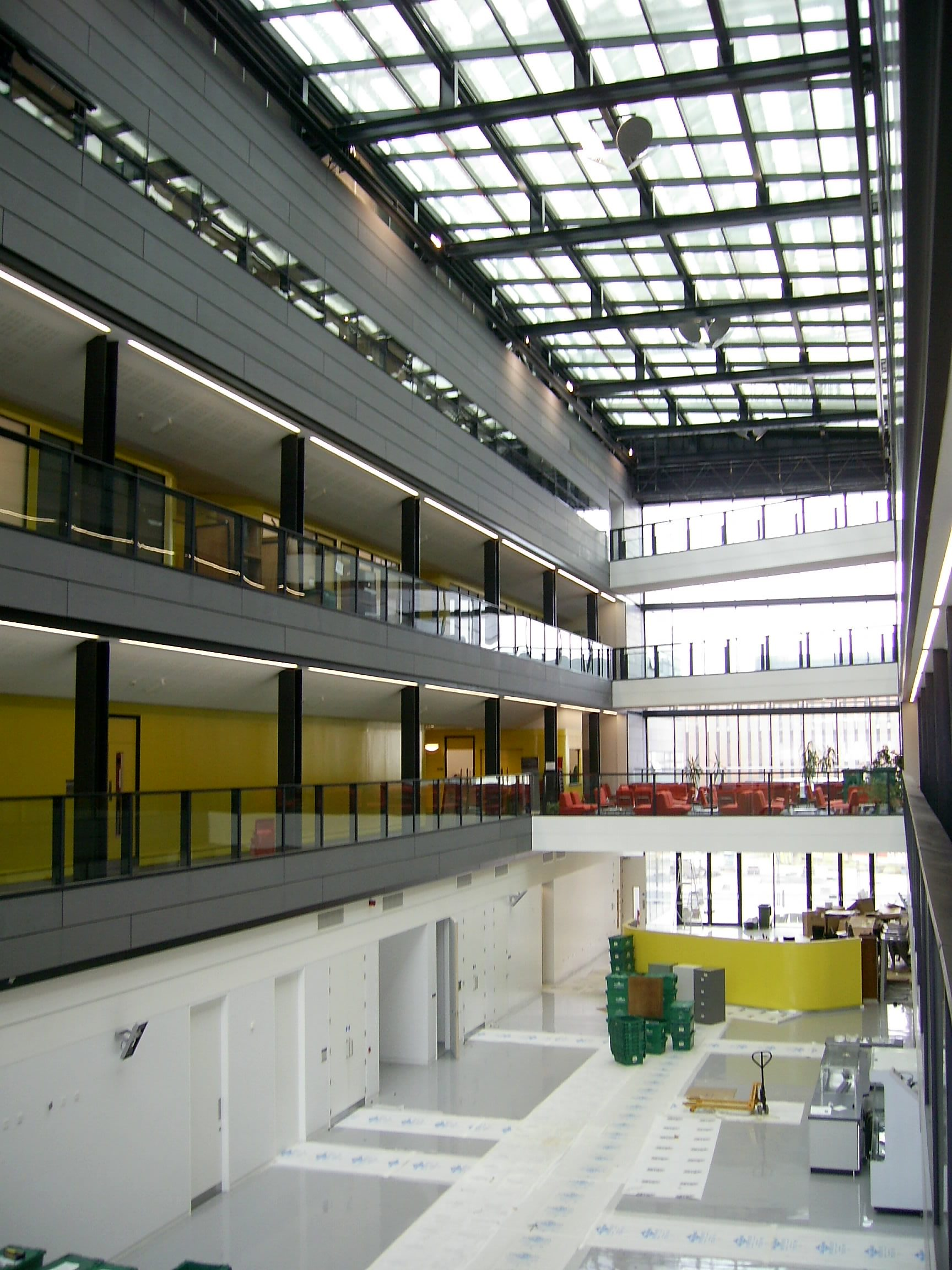
El gran vestíbulo del Edificio Alan Turing

El actual director de la escuela es Peter Duck. La escuela, por motivos de enseñanza, está dividida en tres grupos: Matemáticas Puras dirigido por Mike Prest, Matemáticas aplicadas dirigido by David Silvester, y Probabilidad y Estadísticas dirigido por Goran Peskir. El Instituto de Ciencias Matemáticas de Mánchester (MIMS) es una parete de la escuela que se centra en organizar coloquios matemáticos y conferencias, y visitantes de investigación. El director de MIMS es Nick Hingam, que también es Director de Investigación. Entre otros matemáticos famosos en Mánchester están Sir Martin Taylor FRS y Jeff Paris.
- Datos: Q7432501